# Wolfgang Gieler (Basketballspieler)
Wolfgang Gieler (* 20. Juni 1986 in Münster) ist ein ehemaliger deutscher Basketballspieler.

## Werdegang
Gieler, der in Ahrweiler aufwuchs, spielte in der Jugend des Bundesligisten Telekom Baskets Bonn. 2004 stand er im erweiterten Aufgebot der deutschen U18-Nationalmannschaft.
Den 2,06 Meter großen Innenspieler zog es 2006 in die Vereinigten Staaten. Er bestritt in der Saison 2006/07 13 Spiele für die Hochschulmannschaft der University of California, Irvine, in denen er einen Mittelwert von 1,9 Punkten erreichte. Gieler wechselte anschließend an das ebenfalls im US-Bundesstaat Kalifornien gelegene Allan Hancock College. Dort machte er im Laufe des Spieljahres 2007/08 mit hohen Mittelwerten (17,5 Punkte, 13,1 Rebounds) auf sich aufmerksam und nahm 2008 einen weiteren Hochschulwechsel vor, als er sich für das Siena College im Bundesstaat New York entschied. Er trainierte im Sommer 2008 mit Sienas Hochschulmannschaft und besuchte Lehrveranstaltungen an der Universität, gab aber im September 2008 seinen Entschluss bekannt, ins Profilager zu wechseln.
Gieler spielte im Vorfeld der Saison 2008/09 beim französischen Erstligisten Élan Chalon vor, erhielt aber keinen Vertrag. Er war in der Saison 2008/09 dann Leistungsträger beim deutschen Drittligisten ASC Theresianum Mainz, erzielte 13,9 Punkte und 7,3 Rebounds je Begegnung. Im Juni 2009 gab Bundesligist MEG Göttingen Gielers Verpflichtung bekannt, im Oktober 2009 wurde der Vertrag vor dem Saisonbeginn aufgelöst. Er schloss sich dem Zweitligisten Osnabrück an, für den er in der Saison 2009/10 drei Einsätze in der 2. Bundesliga ProA bestritt. Er beendete seine Laufbahn wegen einer Knieverletzung.
Später arbeitete Gieler unter anderem für Mercedes-Benz und war für das Unternehmen in China tätig. Er machte sich im Modegewerbe selbständig, gründete ein Unternehmen zum Vertrieb von ihm entworfener Schuhe.